# Prijedor
Prijedor é a uma cidade e muncicípio da Bósnia e Herzegovina, conta com uma população de quase 30 mil habitantes e é atualmente a 9ª cidade mais populosa do país.